# Centro Criptológico Nacional Computer Emergency Response Team
El Centro Criptológico Nacional Computer Emergency Response Team, también conocido por su sigla CCN–CERT, es el organismo español, creado en 2006, encargado de contribuir a la ciberseguridad de la administración pública, los organismos públicos y empresas estratégicas del país. CCN-CERT depende directamente del Centro Criptológico Nacional, del que toma parte de su nombre.

## Servicios
El CCN-CERT presta los siguientes servicios a las administraciones públicas y empresas estratégicas españolas, si bien parte de ellos están disponibles de forma abierta en la web de la entidad:
- Gestión de incidentes
- Sistema de alerta temprana (SAT)
- Formación y sensibilización
- Guías de seguridad
- Informes de ciberseguridad
- Soluciones
  - ADA: Plataforma avanzada de análisis de malware
  - AMPARO: Implantación de seguridad y conformidad del Esquema Nacional de Seguridad (ENS)
  - ANA: Automatización y normalización de auditorías
  - CARMEN: Defensa de ataques avanzados/APT
  - CLARA: Auditoría de cumplimiento ENS/STIC en sistemas Windows. Protección y trazabilidad del dato
  - CLAUDIA: Herramienta para la detección de amenazas complejas en el puesto de usuario
  - microCLAUDIA: Centro de vacunación
  - Simulador ELENA: 
    - Técnicas de Cibervigilancia
    - Desarrollo Seguro
    - Gestión de Crisis

  - ELSA: Exposición Local y Superficie de Ataque
  - EMMA: Visibilidad y control sobre la red
  - GLORIA: Gestor de logs para responder ante incidentes y amenazas
  - INES: Informe de Estado de Seguridad en el ENS
  - IRIS: Estado de la ciberseguridad
  - LORETO: Almacenamiento en la nube
  - LUCIA: Sistemas de gestión federada de tickets
  - MARTA: Análisis avanzados de ficheros
  - MÓNICA: Gestión de eventos e información de seguridad
  - OLVIDO: Borrado seguro de datos
  - metaOLVIDO: Gestión de metadatos
  - PILAR: Análisis y gestión de riesgos
  - REYES: Intercambio de información de ciberamenazas
  - ROCIO: Inspección de operación. Auditoría de configuraciones de dispositivos de red
  - VANESA: Grabaciones y emisiones de vídeo en streaming
- Cumplimiento del ENS
- Auditorías web
- Capacidad forense y de ingeniería inversa